# Abu Ali Haçane Iussi
Abu Ali Haçane ibne Maçude Iussi (Abu Ali al-Hassan ibn Masud al-Yusi) foi um escritor sufista, considerado o mais proeminente académico marroquino do século XVII. Foi um colaborador próximo do primeiro sultão alauita Arraxide .
Nascido na tribo berbere aite iussi, nas montanhas do Médio Atlas, foi casado com Zara binte Maomé ibne Muça al-Fasi. Deixou a sua aldeia nativa quando era muito jovem para empreender uma peregrinação. Recebeu a sua baraca do xeque Maomé ibne Nácer, da tariqa (irmandade sufista) Naciria de Tamegroute.
Da sua autobiografia, Al-Fahrasa (tradução literal: "viagem académica"), só a sobreviveram a introdução e a primeira parte e até recentemente nunca tinham sido publicadas. O seu texto mais conhecido, Al-Muharat, também contém passagens autobiográficas. Ambos os textos são notáveis pela discussão franca do autor sobre malvadezas de crianças, os prazeres da sua vida sexual conjugal, e outros detalhes da sua vida pessoal. A obra Daliyya ("poema do elogio") dedicado ao seu xeque Maomé ibne Nácer da Zauia Naciria de Tamegroute é famosa tanto em Marrocos como na África Ocidental.
Iussi criticou abertamente o reinado do sultão alauita Mulei Ismail em "cartas abertas", algumas das quais ainda existem atualmente.
Iussi é conhecido principalmente por ter sido o fundador do culto dos Sete Santos de Marraquexe, a pedido de Mulei Ismail.